# 杰米揚別德內群島
杰米揚別德內群島是俄羅斯的群島，屬於北地群島的一部分，由8個大島和超過5個小島組成，位於共青團員島西北面的喀拉海，行政方面由克拉斯諾亞爾斯克邊疆區負責管轄，最高點海拔高度13米，島上無人居住。该岛以苏联诗人杰米扬·别德内命名。